# Bayeux
Bayeux /ba'jø/ es una ciudad situada en el noroeste de Francia, perteneciente al departamento de Calvados, en la región de Normandía. Forma una subprefectura, es decir, es la capital del distrito de su nombre. Tiene una superficie de 7,11 km², y una población de 12 754 habitantes (2022).

## Geografía
Situada a orillas del río Aure, se encuentra a pocos kilómetros del Canal de la Mancha, y al oeste de la capital del departamento, Caen.

## Historia
Fundada por los Bodiocasses (una tribu de los pueblos galos); durante el Imperio romano fue conocida primero como Augustodurum, y posteriormente bajo el nombre de Civitas Baiocassium.
En el siglo IV d. C., debido a la importancia que había adquirido en la zona, fue sede de un obispado.
En el siglo IX es tomada por los vikingos, liderados por Rollon. Durante siglos sufrió diversas guerras, como la ocupación de Enrique I de Inglaterra, la Guerra de los Cien Años (1356), y las Guerras de religión de Francia de finales del siglo XVI.
En la Revolución francesa, y tras la desaparición de la diócesis de Bayeux, pasa a formar parte de la provincia de Bessin, dentro del departamento de Calvados.
Durante la Segunda Guerra Mundial es ocupada en junio de 1940 por los nazis. Así permaneció hasta el 7 de junio de 1944, día en el que las tropas británicas la convirtieron en la primera ciudad francesa liberada en el transcurso de la batalla de Normandía, de la que pudo salvarse prácticamente intacta, a diferencia de otras ciudades normandas que sufrieron graves destrucciones. Una semana después, el 14 de junio de 1944, el general Charles de Gaulle hizo allí su primer discurso en territorio de la Francia libre.
Actualmente es una pequeña ciudad industrial (galletas, plásticos, imprenta, tapices) que goza de gran turismo.

## Monumentos
- Bayeux alberga el famoso Tapiz de Bayeux, uno de los tesoros de Francia que data del siglo XI y conmemora la batalla de Hastings.
- Destaca también la Catedral de Bayeux, de estilo románico-gótico, construida por el obispo normando Odón de Bayeux en el año 1077, con su coro y agujas del siglo XIII. Tiene una gran torre, de estilo gótico flamígero.
- El Jardín Botánico de Bayeux, que data de 1864, está considerado Monumento histórico de Francia desde 2008.

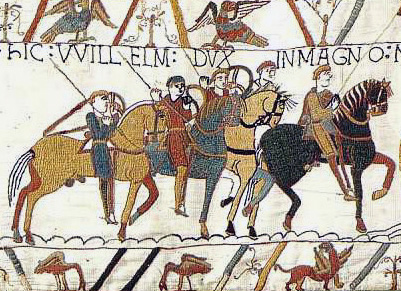
Fragmento del Tapiz de Bayeux.
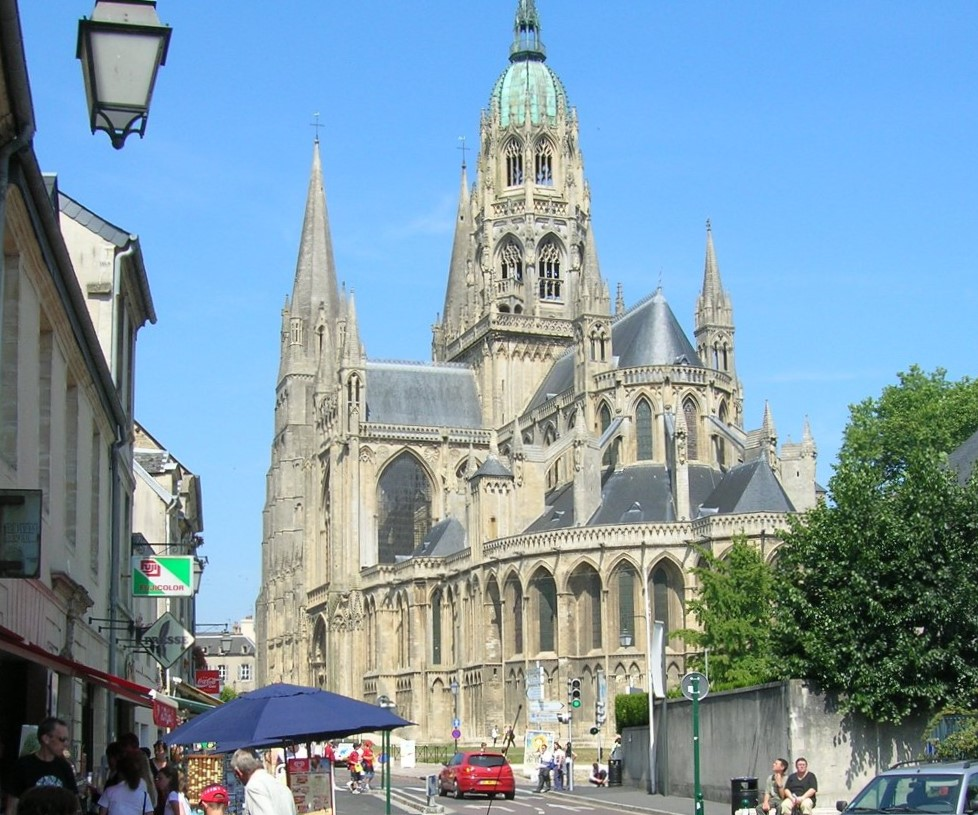
Vista de la catedral.

## Comunicación y transportes
Bayeux cuenta con una estación de tren por la que pasan los regionales (TER) de la línea Caen-Rennes y los trenes que comunican Cherbourg y París.
El Bybus comunica la ciudad y los municipios de Saint-Martin-des-Entradas y Saint-Vigor-le-Grand, incluyendo una línea principal, Chojnice / St-Martin-des- y tres entradas a los distintos vecindarios. La red verde de autobuses establecida por el Consejo General para llegar a la zona común (líneas 30, 70, 71, 72, 73, 74).
La ciudad cuenta con 3000 plazas de aparcamiento en el centro para permitir a los conductores aparcarse con facilidad, la mayoría de aparcamientos son gratuitos. La primera sección de la circunvalación se construyó a partir del desembarco de Normandía, por soldados británicos que encontraron que las calles de la ciudad eran demasiado estrechas para el paso de tanques. El bypass es una extensión de la Carretera Nacional 13 hasta la apertura de la desviación de Bayeux, que es el de las normas de la autopista (véase: francés Autopista A13).
El aeropuerto más cercano es el de Caen-Carpiquet (21 km) y desde Ouistreham (32 km) parte una ruta marítima a Inglaterra (Portsmouth).

## Demografía
| 10 578 | 9 600 | 10 419 | 10 280 | 9 840 | 10 242 | 9 765 | 9 360 | 9 667 | 9 483 | 9 138 | 8 536 | 8 614 | 8 357 | 8 347 | 8 102 | 7 912 | 7 806 | 7 736 | 7 638 | 7 206 | 7 525 | 7 351 | 7 637 | 10 246 | 10 077 | 9 678 | 11 451 | 13 457 | 14 721 | 14 704 | 14 961 | 13 911 |
| Para los censos de 1962 a 1999 la población legal corresponde a la población sin duplicidades (Fuente: INSEE [Consultar]) |       |        |        |       |        |       |       |       |       |       |       |       |       |       |       |       |       |       |       |       |       |       |       |        |        |       |        |        |        |        |        |        |